# I giardini di marzo/Comunque bella
I giardini di marzo/Comunque bella è il 15º singolo di Lucio Battisti, pubblicato il 24 aprile 1972 per la casa discografica Numero Uno.

## Descrizione
La copertina del singolo, così come quella dell'album, è una fotografia scattata da Caesar Monti.
I giardini di marzo è uno dei brani più noti di Lucio Battisti e di tutta la musica leggera italiana.  Si trova infatti alla posizione numero 22 nella classifica dei 200 migliori brani nella storia della musica italiana secondo Rolling Stones. Il testo, scritto da Mogol in chiave autobiografica, parla degli anni della sua infanzia nel dopoguerra, tra povertà e difficoltà familiari ed esistenziali.
La canzone viene riprodotta allo Stadio olimpico alla fine di ogni partita vinta dalla Lazio, squadra di cui Battisti era tifoso.
Il lato B del singolo estratto dall'album è Comunque bella, una storia d'amore nel quale il protagonista, nonostante lei l'abbia tradito, non può fare a meno di guardarla e di trovarla comunque bella.
Nel febbraio 2013 Edizioni Master ne pubblica la ristampa con il primo numero della raccolta L'enciclopedia de I migliori anni abbinata all'omonima trasmissione.

## Accoglienza
Il singolo raggiunse il primo posto della classifica italiana e vi rimase per circa due mesi. Fu il 4º più venduto del 1972 in Italia.
| Nº | Settimana      | Posizione |
| -- | -------------- | --------- |
| 1  | 6 maggio 1972  | 10        |
| 2  | 13 maggio 1972 | 4         |
| 3  | 20 maggio 1972 | 2         |
| 4  | 27 maggio 1972 | 1         |
| 5  | 3 giugno 1972  | 1         |
| 6  | 10 giugno 1972 | 1         |
| 7  | 17 giugno 1972 | 1         |
| 8  | 24 giugno 1972 | 1         |
| 9  | 1º luglio 1972 | 1         |
| 10 | 8 luglio 1972  | 1         |
| 11 | 15 luglio 1972 | 2         |
| 12 | 22 luglio 1972 | 2         |
| 13 | 29 luglio 1972 | 3         |
| 14 | 5 agosto 1972  | 7         |
| 15 | 12 agosto 1972 | 7         |
| 16 | 19 agosto 1972 | 9         |

## Tracce
Testi e musiche di Battisti – Mogol.
1. I giardini di marzo – 5:33
2. Comunque bella – 3:53

## Musicisti
- Lucio Battisti: chitarra elettrica, chitarra classica, chitarra 6 corde, chitarra 12 corde, voce, pianoforte e wah wah
- Massimo Luca: chitarra elettrica, chitarra classica, chitarra 6 corde, chitarra 12 corde
- Eugenio Guarraia: chitarra elettrica
- Angelo Salvador: basso
- Tony Cicco: batteria, cori
- Dario Baldan Bembo: organo Hammond, pianoforte, piano elettrico
- Mario Lavezzi, Oscar Prudente, Babelle Douglas, Barbara Michelin e Sara: cori, violini, viole, violoncelli, ocarina
- Gian Piero Reverberi: ascolto in regia e archi